# Mecometopus erratus
Mecometopus erratus är en skalbaggsart som beskrevs av Martins och Maria Helena M. Galileo 2008. Mecometopus erratus ingår i släktet Mecometopus och familjen långhorningar. Inga underarter finns listade i Catalogue of Life.